# Justice League Task Force
Justice League Task Force är ett fightingspel från 1995 till Super NES och Sega Mega Drive/Sega Genesis, utvecklat av Blizzard Entertainment och utgivet av Acclaim.
Spelet kretsar kring några av karaktärerna från DC Comics' Justice League. Spelaren kan välja att slåss som Superman, Batman, Wonder Woman, Green Arrow, Flash, Aquaman, Cheetah, Despero eller Darkseid. Justice League Task Force har samma typ av spelupplägg som exempelvis Street Fighter och Mortal Kombat, på varje nivå möter man en ny motståndare.